# مانويل جويل
مانويل جويل (بالألمانية: Manuel Joël)‏ هو حاخام وكاتب ألماني، ولد في 16 أكتوبر 1826 في Międzychód ‏ في بولندا، وتوفي في 3 نوفمبر 1890 في فروتسواف في بولندا.